# مگس‌گیرنمای سینه‌گندمی
مگس‌گیرنمای سینه‌گندمی یا مگس‌گیر سینه‌گندمی (نام علمی: Miobius villosus)، گونه‌ای از پرندگان گنجشک‌سان از خانواده Tityridae است که در بولیوی، کلمبیا، اکوادور، پاناما، پرو و ونزوئلا یافت می‌شود. زیستگاه طبیعی آن جنگل‌های کوهستانی نمناک نیمه‌گرمسیری یا گرمسیری است.